# Darcy Lewis
Darcy Lewis is een personage in het Marvel Cinematic Universe die voorkom in de films Thor (2011), Thor: The Dark World (2013), Thor: Love and Thunder (2022) en de Disney+-televisieserie WandaVision (2021).
De Nederlandse stem van Darcy Lewis wordt ingesproken door Veerle Burmeister. 

## Marvel Cinematic Universe
Sinds 2011 verschijnt Darcy Lewis in het Marvel Cinematic Universe, waarin ze wordt vertolkt door Kat Dennings. Darcy Lewis begon als wetenschapsstudent aan de Culver Universiteit in de staat Virginia. Darcy werkt als stagiair voor sterrenstelsel wetenschapster Jane Foster. Samen met Jane en Erik Selvig onderzoekt ze een mysterieuze storm in New Mexico. Hier komen ze in aanraking met de god van de donder, Thor. Samen zoeken ze uit waar Thor vandaan komt en helpen hem met zijn weg terug naar Asgard. In 2013 proberen Darcy en Jane Thor terug te brengen naar de Aarde. De Aarde dreigt in gevaar te zijn door een aanval van de duistere elf Malekith. Samen met haar eigen stagiair, Ian Boothby, probeert ze de teleportatie apparaten gericht op Malekith te activeren. Tijdens Malekith's aanval raken Darcy en Ian verliefd op elkaar. In 2023 wordt Darcy in het geheim naar organisatie S.W.O.R.D. gebracht om onderzoek te doen naar een mysterieus krachtveld, buiten WestView in New Jersey, waar ze als wetenschapster veel verstand van heeft. Hier komt Darcy erachter dat binnen het krachtveld de wereld zich afspeelt als oude sitcom afleveringen. Samen met Jimmy Woo probeert Darcy contact te krijgen met het hoofdpersonage binnen het krachtveld, Wanda Maximoff. Na de terugkomst van Monica Rambeau onderzoeken ze verder naar de herkomst van het krachtveld en Vision. Ondanks waarschuwingen van Darcy komt Vision buiten het krachtveld waardoor hij dreigt te overlijden. Hierdoor breid Wanda het krachtveld (de hex) uit waardoor Darcy en vele andere S.W.O.R.D. medewerkers worden opgenomen in de hex. Darcy Lewis krijgt hierdoor de rol van de boeienkoning in het gecreëerde circus. Echter ontwaakt Vision haar zodat ze weer haar eigen geheugen terugkrijgt. Darcy legt Vision onderweg naar Wanda verschillende dingen over de situatie uit. De reis naar Wanda lijkt oneindig te zijn omdat ze worden opgehouden door Agatha Harkness waardoor Vision in zijn eentje verder vliegt. Later rijdt Darcy met een ijscowagen Tyler Hayward nadat hij probeerde weg te vluchten. Darcy steunt later Jane Foster in tijdens Jane's chemokuren. Darcy verschijnt in de volgende films en series:
- Thor (2011)
- Thor: The Dark World (2013)
- WandaVision (2021) (Disney+)
- What If...? (2021-2024) (stem) (Disney+)
- Thor: Love and Thunder (2022)

## Trivia
- Darcy is een van de weinige personages die debuteerde in een Marvel-film in plaats van een Marvel Comic.
- Darcy spreekt de hamer van Thor, Mjölnir, door de moeilijke uitspraak uit als Mew-Mew.